# Утрехтская консерватория

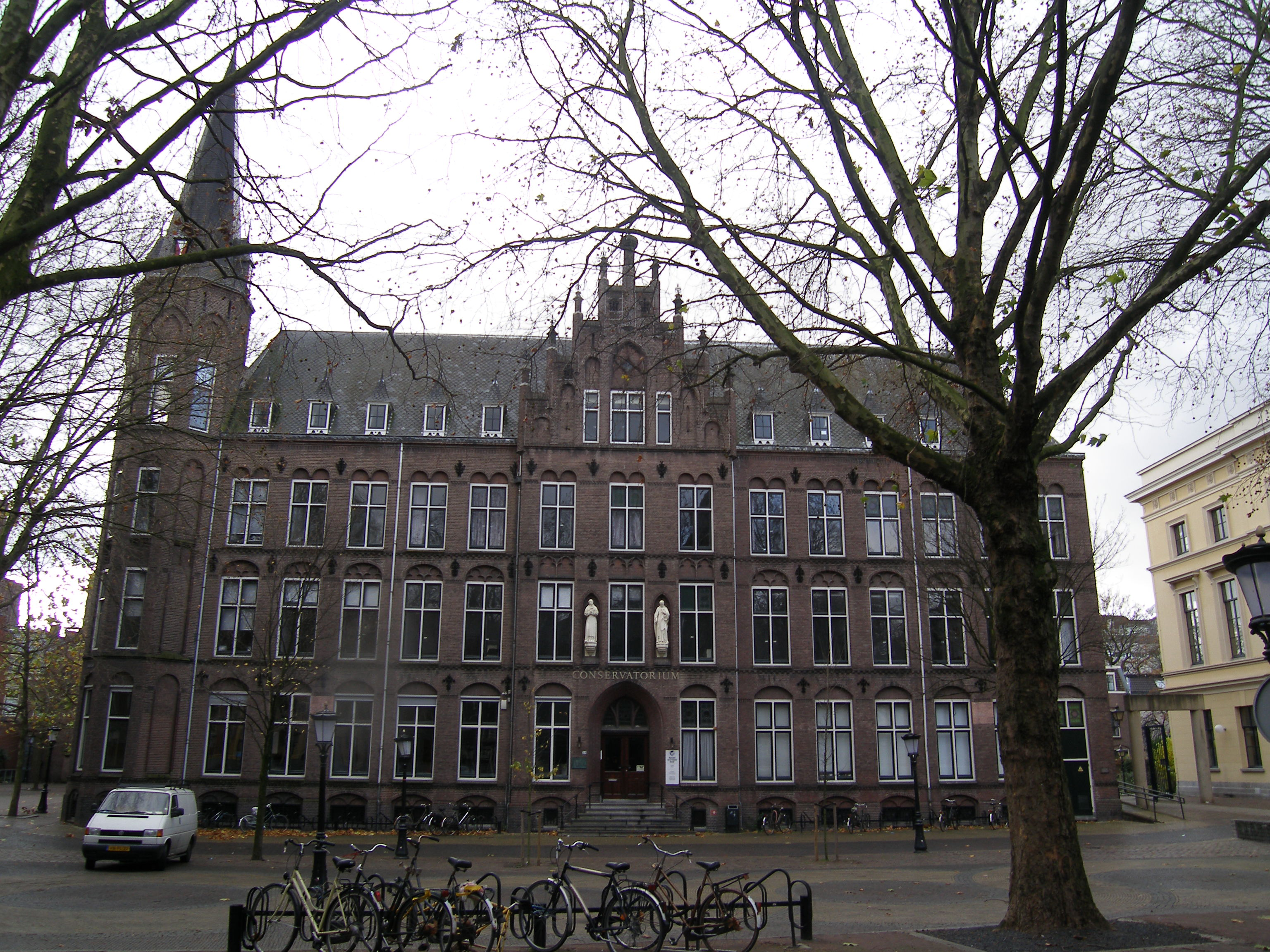
Утрехтская консерватория — здание Больницы Святого Иоанна

Утрехтская консерватория (нидерл. Utrechts Conservatorium) — нидерландская консерватория, расположенная в Утрехте.

## История
Открыта в 1875 году как музыкально-исполнительская школа (нидерл. Toonkunst-Muziekschool). В 1974 году консерватория разместилась в двух старинных зданиях, освобождённых для неё: в здании бывшей больницы ордена госпиталитов св. Иоанна Божьего (открывшейся в 1896 году и функционировавшей как больница до 1971 года) и в здании 1845 года постройки, которое в 1988 году сгорело и было выстроено заново с совершенно обновлённым внутренним устройством, получив название Дом искусств и наук (нидерл. Gebouw voor Kunsten en Wetenschappen).
С 1987 года Утрехтская консерватория, включив в свой состав Школу карильона и Нидерландский институт церковной музыки, организационно находится в составе Утрехтской высшей школы искусств.

## Руководители консерватории
- Йохан Вагенар (1904—1919)
- Ян ван Гилсе (1933—1937)
- Хендрик Андриссен (1937—1949)
- Георг Стам (1949—1953)
- Кеес ван Барен (1953—1956)
- Йохан ван ден Богерт (1958—1979)
- Тон Хартсёйкер (1979—1993)
- Янни де Йонг (1993—1994)

## Известные преподаватели
- Эмми Верхей
- Кор Кее
- Виктор Либерман
- Филипп Хиршхорн
- Зиновий Винников

## Известные студенты
- Юриан Андриссен
- Петер ван Анрой
- Херман ван Вен
- Тристан Кёрис
- Петер Схат
- Янин Янсен